# Heinrich von Mayr

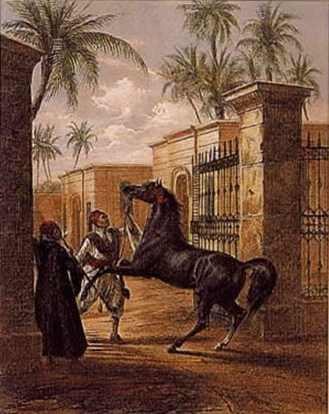
Schwarzes Pferd

Heinrich von Mayr (* 22. Februar 1806 in Nürnberg; † 5. April 1871 in München) war ein deutscher Genre- und Schlachten-, besonders Pferdemaler; Bildnisminiaturist und Radierer.
Im Alter von vier Jahren verlor er seinen Vater, den Maler und Lackfabrikbesitzer Johann Daniel von Mayr, und wurde vom Stiefvater, dem Landschaftsmaler Friedrich Christian Fues (1772–1836) erzogen, der ihm den ersten Malunterricht erteilte.
Heinrich von Mayr studierte an der Nürnberger Kunstschule bei Albert Christoph Reindel. Er setzte sein Studium ab 1825 in München fort, besuchte dort den Königlichen Marstall und die Veterinärschule, wo er die Pferdemalerei studierte.
Im Auftrage des Fürsten von Thurn und Taxis schuf er in den Jahren 1832 und 1833 mehrere großformatige Gemälde mit Darstellungen von Pferden. In den Jahren 1838/39 begleitete er den Herzog Max in Bayern auf seiner Reise nach Ägypten, Nubien, Palästina, Syrien und Malta. Danach wurde er zum herzoglichen „Cabinetsmaler“ ernannt. Aus den während der Reise erstellten Skizzen entstanden zwei Prachtwerke, mit Lithographien nach seinen Vorlagen illustriert: „Malerische Ansichten aus dem Orient“ und „Genre-Bilder aus dem Orient“.
Aus den aus seiner Orientreise mitgebrachten ethnografischen Gegenständen errichtete Heinrich von Mayr einen Kiosk, den der König Wilhelm I. von Württemberg erwarb.
Von einem Besuch in St. Petersburg brachte er Gegenstände der sibirischen und kamtschadalischen Volkskunst, die die Sammlungen des Adels bereicherten.
Heinrich von Mayr beschäftigte sich auch mit der Keramik, erfand eine Tonerde, die sich beim Brennen nicht verformte.
Sein älterer Bruder, der Maler Christian Friedrich von Mayr (1803–1851) wanderte nach den Vereinigten Staaten aus.

## Veröffentlichungen
- Malerische Ansichten aus dem Orient. Gesammelt auf der Reise Sr. Hoheit des Herrn Herzogs Maximilian in Bayern nach Nubien, Aegypten, Palaestina, Syrien und Malta im Jahre MDCCCXXXVIII und herausgegeben ... von Heinr. v. Mayr. 10 Lieferungen. Weigel München und Leipzig 1839–40 (lithografiert von F. Kaiser, 61 Blatt Illustrationen, 10 Blatt Text, Digitalisat).
- Genre-Bilder aus dem Oriente. Gesammelt auf der Reise seiner Königlichen Hoheit des Herrn Herzog Maximilian in Bayern. Ebner, Stuttgart 1846–1850 (mit Text von Sebastian Fischer, lithografiert von P. Herwegen u. A.).